# Kekiongas de Fort Wayne
Les Kekiongas de Fort Wayne (en anglais : Fort Wayne Kekiongas) sont un club de baseball basé à Fort Wayne (Indiana) aux États-Unis, qui opère en National Association en 1871. Les Kekiongas dispute le premier match de l'histoire des Ligues majeures le 4 mai 1871 à domicile ; c'est une victoire 2-0.

## Histoire
Actif depuis le début des années 1860, le club est stabilisé en 1866. Ils affrontent notamment les fameux Red Stockings de Cincinnati en 1869, s'inclinant lourdement deux fois : 86-8 puis 41-7.
En 1870, les Kekiongas profitent de la cessation d'activité du Maryland Club of Baltimore pour se renforcer, en recrutant les meilleurs joueurs du Maryland Club, dont le lanceur Bobby Matthews.
Le club rejoint la NAPBBP pour la première édition de son championnat en 1871. Fort Wayne connait même l'honneur de disputer le premier match de l'histoire des Ligues majeures le 4 mai 1871 à domicile ; c'est une victoire 2-0 devant 200 spectateurs contre les Forest Citys de Cleveland.
Le club joue ses matches à domicile au Kekionga Base Ball Grounds, enceinte également connue sous les noms de « The Grand Dutchess » ou de « Hamilton Field ». Un incendie détruit la tribune le 5 novembre 1871.
L'équipe est dissoute après la saison 1871.

## Saison par saison
| Saison | Ligue  | Saison régulière | Saison régulière | Saison régulière | Saison régulière | Saison régulière |
| Saison | Ligue  | Class.           | Vic.             | Déf.             | Nuls             | %Vic.            |
| 1871   | NAPBBP | 7e               | 7                | 12               | 0                | 0,368            |